# Wongsakorn Chaikultewin
Wongsakorn Chaikultewin (tiếng Thái: วงศกร ชัยกุลเทวินทร์, sinh ngày 16 tháng 9 năm 1996), là một cầu thủ bóng đá người Thái Lan thi đấu ở vị trí tiền vệ trung tâm cho câu lạc bộ Giải bóng đá Ngoại hạng Thái Lan Pattaya United.

## Danh hiệu

### Câu lạc bộ
Muangthong United
- Thailand Champions Cup (1): 2017